# Eupogonius superbus
Eupogonius superbus là một loài bọ cánh cứng trong họ Cerambycidae.